# Japan Amusement Machinery Manufacturers Association
La Japan Amusement Machinery Manufacturers Association (nota con l'acronimo JAMMA), è una associazione giapponese che raccoglie i produttori di videogiochi arcade. L'abbreviazione identifica anche uno standard hardware della piedinatura dei connettori elettrici della scheda madre dei videogiochi arcade.

## Storia

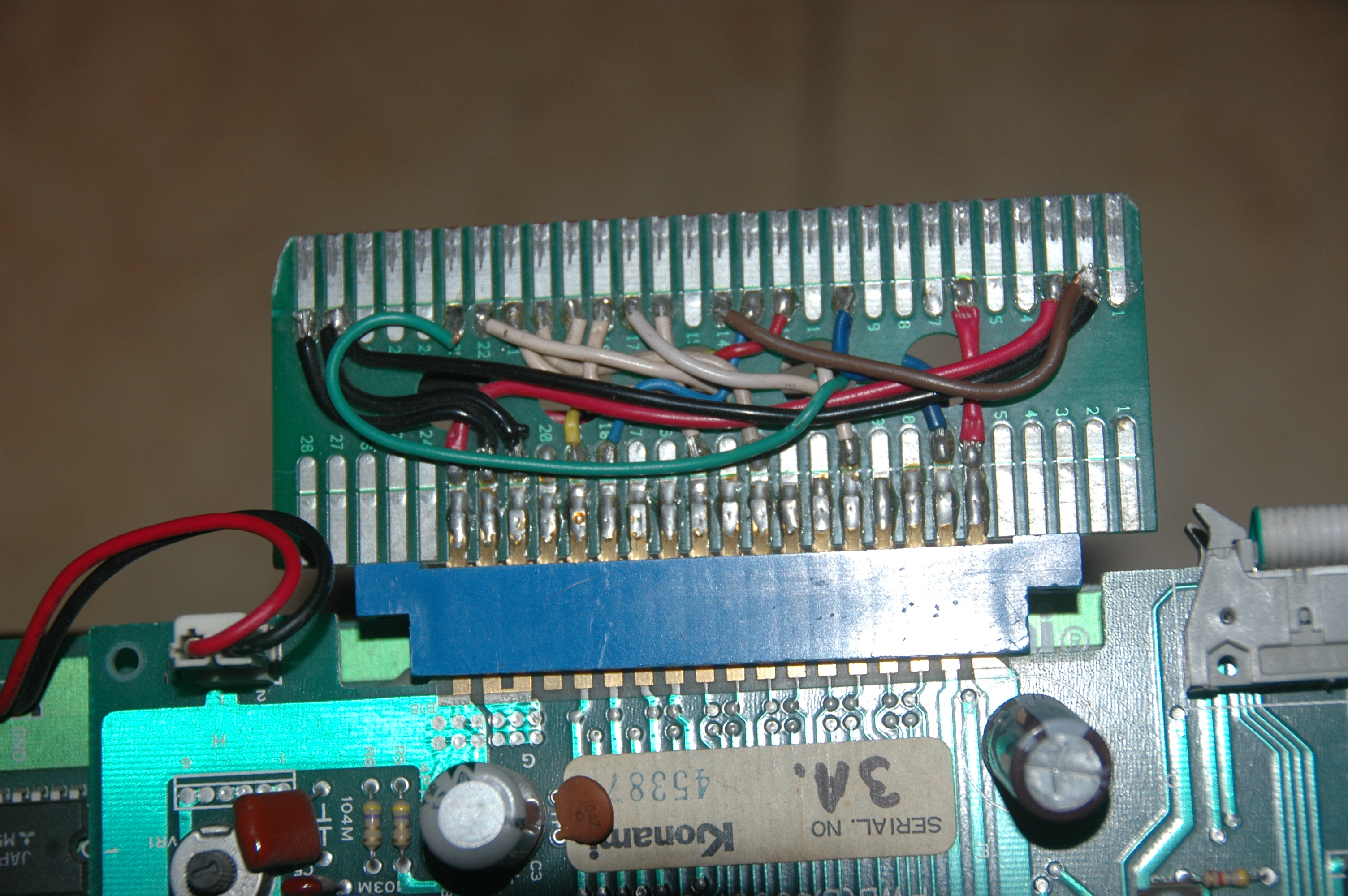
Un adattatore da Konami Classic a Jamma di fattura artigianale amatoriale

Prima della sua creazione, ogni produttore di videogiochi arcade produceva di volta in volta una piedinatura diversa del connettore. Questo comportava il fatto che ogni volta che il gestore di una sala giochi (o un distributore) intendeva sostituire una scheda doveva cimentarsi nella realizzazione di adattatori, anche nel caso di scambio tra giochi dello stesso produttore. Lo standard venne sviluppato tra il 1986 ed il 1987 ma ebbe una certa diffusione solo nei primi anni 1990, finendo per diventare obsoleto e progressivamente abbandonato a fine anni '90, questo a causa delle sue limitazioni di input/output rispetto a sistemi di gioco sempre più evoluti.

## Caratteristiche e varianti
Lo standard JAMMA è composto dai segnali per 2 joystick a 8 direzioni, due pulsanti di start e 6 pulsanti di gioco (tre per giocatore), 2 segnali di crediti e un canale audio in monofonia. Le schede madri Arcade odierne utilizzano solitamente pinout differenti e sono dotate di uscite audio e video più moderne. Varianti molto simili e utilizzate dello standard JAMMA originale e completamente o in parte compatibili sono la variante JAMMA Neogeo e la variante JAMMA Poker. La variante Super Jack è di libero utilizzo dal 2008 e i nomi più utilizzati sono SUPER JAMMA (o S-JAMMA), JAMMA2 (o JAMMA 2.0) A-JAMMA a seconda del produttore. Questo tipo di collegamento è composto solitamente da doppia uscita video (VGA/CGA), audio stereo o 2.1, e fino a 64 tasti per giocatore offrendo una discreta qualità di gioco e personalizzazione degli input.
L'ultimo sistema di cablaggio ad essere adottato da molti piccoli e grandi produttori è il Super Jack, una variante non ufficiale ma oramai sostitutiva, ben definita e retrocompatibile con il pinout JAMMA.